# Saint-Geniès-des-Mourgues
Saint-Geniès-des-Mourgues is een gemeente in het Franse departement Hérault (regio Occitanie). De plaats maakt deel uit van het arrondissement Montpellier. Saint-Geniès-des-Mourgues telde op 1 januari 2022 2.112 inwoners.

## Geografie
De oppervlakte van Saint-Geniès-des-Mourgues bedroeg op 1 januari 2022 11,37 vierkante kilometer; de bevolkingsdichtheid was toen 185,8 inwoners per km².

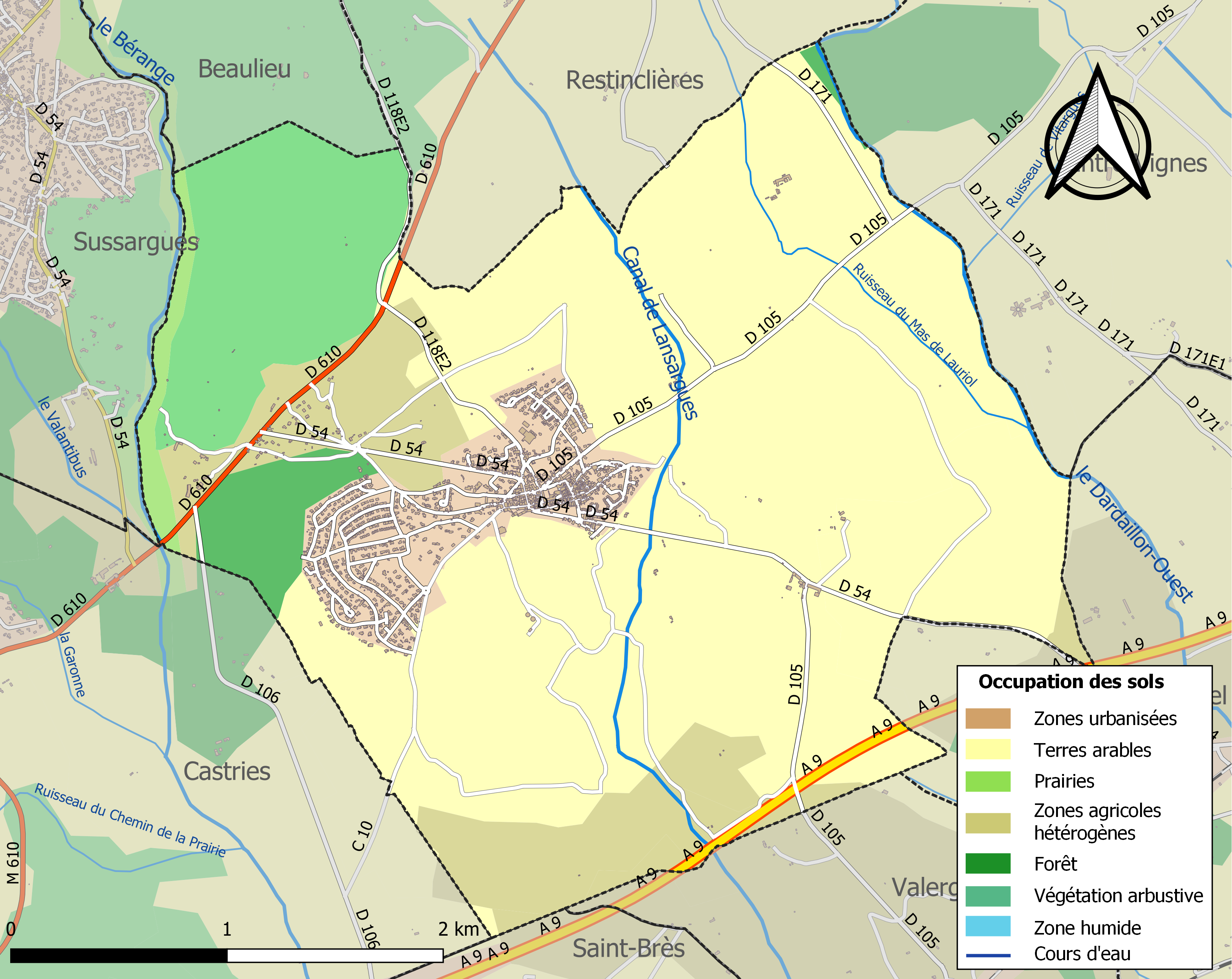
Kaart van de gemeente met belangrijkste infrastructuur, bodemgebruik en omliggende gemeenten

## Demografie
Onderstaande figuur toont het verloop van het inwonertal (bron: INSEE-tellingen).